# Łazarczyk
Łazarczyk – nazwisko używane w Polsce.
Na początku lat 90. XX wieku nosiło je w Polsce 1431 pełnoletnich osób. Najwięcej w dawnym woj. kieleckim (194 osoby), katowickim (116 osób) i warszawskim (103 osoby).

## Encyklopedyczne osoby noszące nazwisko Łazarczyk
- Jan Łazarczyk (ur. 1929, zm. 2013) – generał brygady Wojska Polskiego